# Контрабанда
Контрабанда е незаконно транспортиране на стоки или хора през държавна граница, в нарушение на приложимите закони или други нормативни актове. Като контрабанда може да се приеме и внасянето на забранени за използване стоки или предмети в затвор или подобни учреждения, в които са в сила ограничителни наредби и т.н. За пренос на стоки или предмети по така наречена „контрабанда схема“, се използват „контрабандни канали“, което обикновено се прави, за да се заобиколи данъчно облагане или забрана за закони в рамките на определена компетентност.
Под контрабанда най-често се има предвид незаконната търговия със забранени или акцизни стоки (цигари, алкохол, кафе), оръжие, търговията с наркотици, предмети на изкуството, стоки, които са в нарушение на закони за опазване на природата, търговия с хора, животни и много други.
При установяване на участие в контрабанда се налагат различни по вид административни наказания, които в различните държави имат различна тежест. Например за контрабанда на наркотици в някои държави се полага затвор, а в някои страни в Азия има смъртно наказание.